# Sīāh Chaman
Sīāh Chaman (persiska: سیاه چمن) är en ort i Iran.   Den ligger i provinsen Östazarbaijan, i den nordvästra delen av landet, 400 km nordväst om huvudstaden Teheran. Sīāh Chaman ligger 1 632 meter över havet och antalet invånare är 431.
Terrängen runt Sīāh Chaman är kuperad åt sydväst, men åt nordost är den platt. Sīāh Chaman ligger nere i en dal.Runt Sīāh Chaman är det ganska glesbefolkat, med 40 invånare per kvadratkilometer. Närmaste större samhälle är Hashtrūd, 18,7 km sydväst om Sīāh Chaman. Trakten runt Sīāh Chaman består i huvudsak av gräsmarker.